# Senza smettere di far rumore
Senza smettere di far rumore, uscito nel 2006, è il secondo album di Zibba e Almalibre, registrato da Alessandro Mazzitelli al teatro di Sassello. 
L'album è stato ristampato nel 2008 (Senza smettere di far rumore - Limited edition), con l'aggiunta di una traccia (Nelle sere d'inverno LIVE), e nel 2010 (Senza smettere di far rumore - Feat edition) con la partecipazione di molti ospiti tra cui Tonino Carotone.

## Tracce
1. Margherita – 3:22
2. Nella notte che verrà (feat. Raphael) – 3:10
3. La fine di un se – 3:37
4. Le ultime dee (feat. Enzo Zirilli) – 4:59
5. Real (feat. El Hermano Ele) – 3:45
6. Neve d'estate – 5:22
7. Anche se oggi piove – 4:04
8. Cielo (feat. Dado Moroni) – 4:24
9. Regalami di te (feat. Pippo Matino) – 3:01
10. La festa del vino (feat. Enzo Zirilli) – 3:05
11. In una notte con solo due stelle – 4:29
12. La karimba di Natale (feat. Dado Moroni) – 3:29
13. Un'altra canzone – 6:06

### Bonus track
- Margherita (video)

## Formazione
- Zibba - voce, chitarra
- Andrea Balestrieri - batteria
- Fabio Biale - violino
- Federico Manno - chitarra
- Massimiliano Rolff - basso